# Lucy Spoors
Lucy Spoors (Christchurch, 24 de diciembre de 1990) es una deportista neozelandesa que compite en remo.
Participó en dos Juegos Olímpicos de Verano, obteniendo dos medallas, plata en 2020 (ocho con timonel) y oro en París 2024 (doble scull).
Ganó dos medallas en el Campeonato Mundial de Remo, en los años 2017 y 2019.

## Palmarés internacional
| Juegos Olímpicos   | Juegos Olímpicos          | Juegos Olímpicos  | Juegos Olímpicos |
| Año                | Lugar                     | Medalla           | Prueba           |
| ------------------ | ------------------------- | ----------------- | ---------------- |
| 2020               | Tokio (Japón)             | Medalla de plata  | Ocho con timonel |
| 2024               | París (Francia)           | Medalla de oro    | Doble scull      |
| Campeonato Mundial |                           |                   |                  |
| Año                | Lugar                     | Medalla           | Prueba           |
| 2017               | Sarasota (Estados Unidos) | Medalla de bronce | Ocho con timonel |
| 2019               | Ottensheim (Austria)      | Medalla de oro    | Ocho con timonel |